# Alejandro Aravena
Alejandro Gastón Aravena Mori (Santiago, 22 de junio de 1967) es un arquitecto chileno, académico de la Pontificia Universidad Católica de Chile y profesor visitante de la Universidad de Harvard. En 2016 fue galardonado con el Premio Pritzker, principal premio de arquitectura en el mundo.

## Biografía

### Vida personal
Nació y creció en una familia de clase media. Sus padres, ambos profesores, trabajaban en el Colegio Alemán de Santiago, institución privada donde él estudió gracias a que la administración les concedió una beca parcial. Está divorciado y tiene tres hijos.

### Trayectoria académica y profesional
Realizó sus estudios universitarios en la Facultad de Arquitectura, Diseño y Estudios Urbanos de la Pontificia Universidad Católica de Chile. Tras graduarse como arquitecto en 1992, se trasladó a Venecia para realizar un postgrado en el Instituto Universitario de Arquitectura, y seguir cursos de grabado en la Academia de Bellas Artes.
Desde 1994 ha ejercido su profesión de manera independiente. Desde ese mismo año se desempeña como profesor de la Escuela de Arquitectura en la Universidad Católica de Chile y, desde 2000 es también docente invitado en Harvard. Es invitado con frecuencia a impartir cursos y dar conferencias en distintos lugares del mundo, entre otros, en el Colegio de Arquitectos de Cataluña, Archilab 2001 en Orleans, el IUAV de Venecia, el Banco Mundial y el Banco Iberoamericano de Desarrollo en Washington.
En 2001 fundó con Andrés Iacobelli el estudio de arquitectura ELEMENTAL. y desde 2006 es su director ejecutivo. En sociedad con Gonzalo Arteaga, Diego Torres, Víctor Oddó y Juan Ignacio Cerda, la empresa que encabeza Aravena realiza proyectos sociales de infraestructura, transporte, espacio público y vivienda, en cooperación con la Universidad Católica de Chile y Copec.
En 2009 fue nombrado integrante del jurado que otorga el Premio Pritzker, función que desempeñó hasta 2015, como único miembro latinoamericano. Al año siguiente obtuvo el premio, convirtiéndose en el primer chileno en obtenerlo. Consultado sobre si los factores ajenos a los méritos del candidato, como la voluntad de incentivar a alguna arquitectura emergente, o mostrar de «corrección política» podían tener alguna influencia en la decisión del jurado respondió:

No, en absoluto, no existe una agenda y jamás se busca equilibrar los premios. A nadie en el jurado le importa de qué continente o hemisferio fueron los últimos ganadores, si fue negro o WASP (blanco anglosajón protestante), hombre o mujer, y menos aun hay sugerencias de afuera. Los únicos factores externos que se pueden filtrar fuera de los méritos de la obra son los que imponen la realidad, el mundo, la sociedad, los problemas de la vivienda o de la ecología, la desigualdad social o el cambio climático. En eso es importante el aporte de los jurados que no son arquitectos porque nos hace descentrar un poco, ponernos en el lugar del que juzga nuestro trabajo desde otro lugar.
Alejandro Aravena

A fines de 2009 fue elegido  International Fellow of the Royal Institute of British Architects  y presentado en una ceremonia oficial en febrero de 2010.
En 2015, Aravena fue nombrado director de la 15.ª Exhibición Internacional de Arquitectura de la Bienal de Venecia 2016.

## Obra

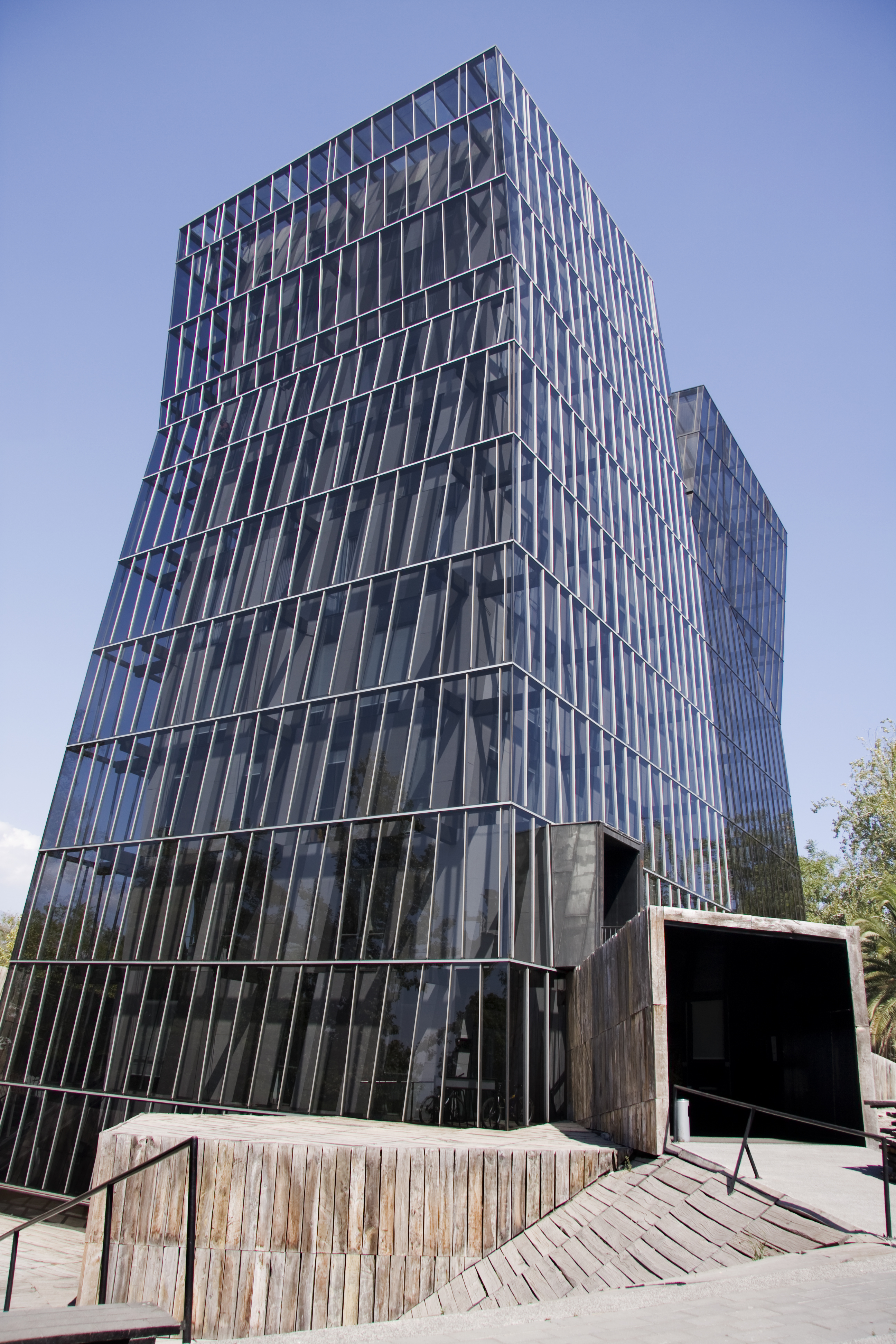
Torres Siamesas de la PUC, Campus San Joaquín, Santiago.

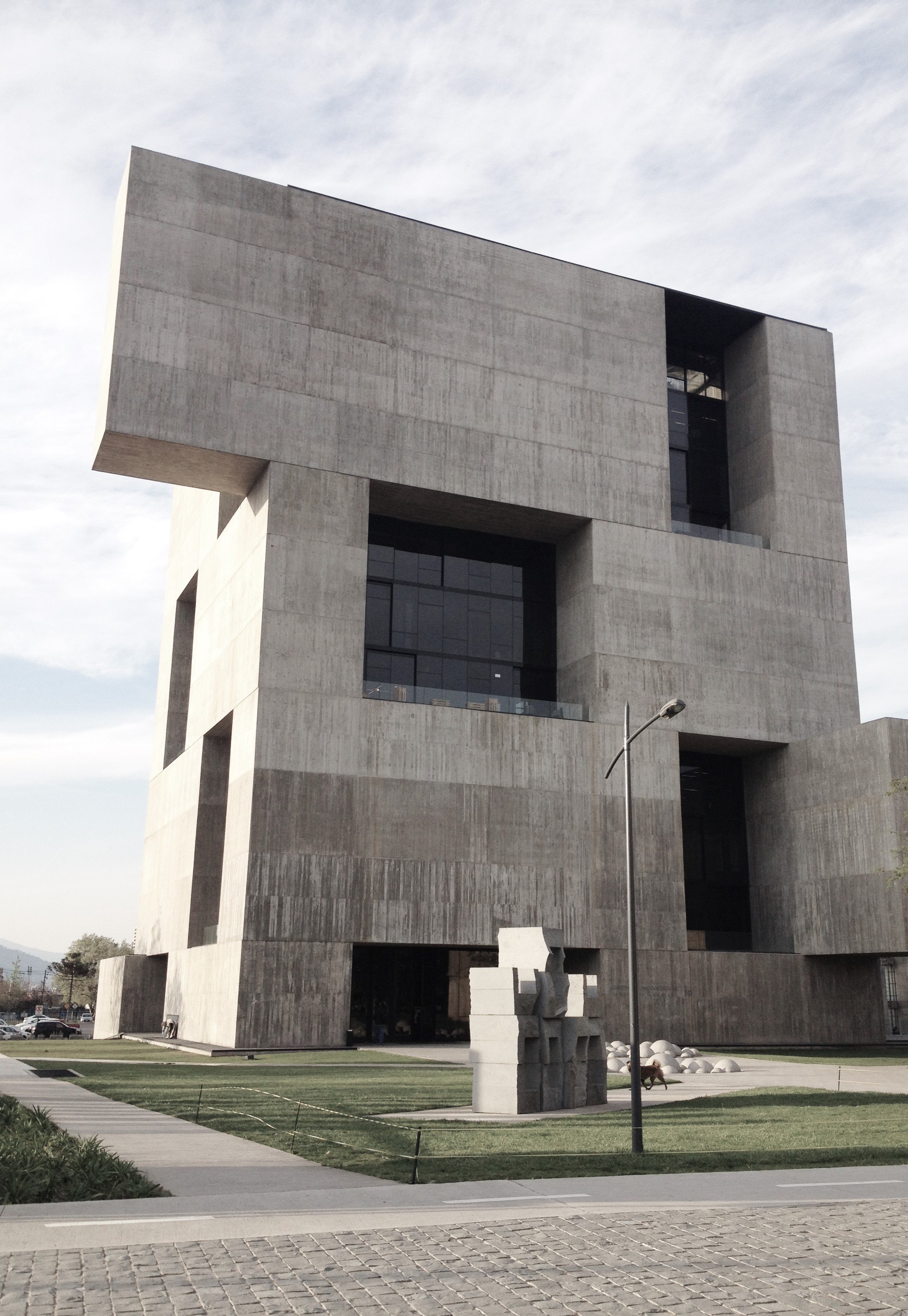
Centro de Innovación Anacleto Angelini, de la PUC, Campus San Joaquín, Santiago.

Su obra arquitectónica incluye el diseño y construcción de centros de enseñanza, edificios institucionales, oficinas, plantas de empresas, sedes de servicios públicos, museos, bibliotecas y viviendas. Entre las últimas destacan tanto proyectos de vivienda social de bajo presupuesto, como amplias y cómodas residencias en la ciudad o casas de veraneo en sectores campestres y en balnearios. A fines de 2005, la Universidad de Harvard realizó una muestra con una amplia retrospectiva de toda su obra como arquitecto.
Entre las obras construidas más relevantes se cuentan:
- Facultad de Matemáticas de la Universidad Católica de Chile. Santiago, Chile (1999)
- Colegio Huelquén Montessori. Santiago, Chile (2001)
- Quinta Monroy. Iquique, Chile (2004)
- Torres Siamesas de la Pontificia Universidad Católica de Chile. Santiago, Chile (2005)
- Residencia para la Universidad St. Edwards. Austin, Estados Unidos (2008)
- Viviendas Renca. Santiago, Chile (2008)
- Viviendas y centro comunitario. Temuco, Chile (2008)
- Proyecto de reconstrucción de edificios públicos de Constitución tras el Terremoto de Chile de 2010.
- Viviendas sociales en Monterrey. México (2011)[15]
- Conjunto de viviendas y centro comunitario. Lo Barnechea, Santiago, Chile (2012)
- Parque Bicentenario de la Infancia. Recoleta, Santiago, Chile (2012)
- Escuela Aurelia Rojas Burgos. La Pintana, Santiago, Chile (2013)
- Centro de Innovación Anacleto Angelini, Campus San Joaquín de la Pontificia Universidad Católica de Chile. Santiago, Chile (2013)
- Facultad de Medicina de la Pontificia Universidad Católica de Chile. Santiago, Chile
- Parque Periurbano. Calama, Chile (2016)

Aravena dirige desde ELEMENTAL una iniciativa internacional para innovar y construir conjuntos ejemplares de vivienda de muy bajo costo. Hasta la fecha, ha realizado más de 2500 viviendas de este tipo.
El enfoque más novedoso de su trabajo en el área pública es la idea de viviendas sociales con posibilidad de crecer, las viviendas «expansibles». Si el presupuesto es estrecho, la idea de Aravena es construir «media casa grande» en lugar de una casa pequeña y apostar a la capacidad que tendrán las familias para ir realizando mejoras sucesivas. De esta manera procedió, por ejemplo, cuando el gobierno de Chile le encargó en 2003 que propusiera una solución habitacional para albergar a 100 familias de la ciudad de Iquique que llevaban tres décadas sin casa, ocupando ilegalmente terrenos con sus campamentos y construcciones improvisadas o precarias. Pero el presupuesto para realizar la misión era bajísimo: solo 7500 dólares por familia y dentro de los marcos de un programa del Ministerio de Vivienda cuya exigencia adicional era que no existiera ningún endeudamiento posterior. Con ese escaso monto tenían que cubrirse todos los gastos: terreno, diseño arquitectónico, urbanización, materiales y construcción. Una de las claves para la solución del dilema fue pensar un edificio de 750 mil dólares que albergara 100 familias, en lugar de diseñar 100 unidades precarias de 7500 y multiplicarlas por 100. La segunda, y más importante, fue establecer el principio de que cada unidad de este edificio ofreciese la oportunidad de ampliación del espacio, de modo que lo más difícil de construir para las familias (cocina, baño, escaleras) estuviese bien hecho y proyectado de manera estratégica en cuanto a su ubicación en el plano, de modo que pudiesen de a poco y con medios propios ampliar los espacios habitacionales. Lo central del concepto fue visualizar «la vivienda no sólo como un fin en sí mismo, sino como un vehículo para superar la pobreza»  y esto implicaba además una preocupación especial por la ubicación de los terrenos, que permitiera una buena conexión con los espacios de trabajo, recreación, educación, redes comunitarias. Este proyecto, Quinta Monroy, se construyó en 2004, la superficie total construida fue de 35 000 m² y trabajaron, además de Aravena, los arquitectos Alfonso Montero, Tomás Cortese, Emilio de la Cerda y Andrés Iacobell y los ingenieros Juan Carlos de la Llera, Mario Álvarez, Tomás Fischer, Alejandro Ampuero, Carl Lüders y José Gajardo.
Más allá de una propuesta arquitectónica que ofrece a las familias realizar ampliaciones con sus propios recursos futuros, su concepto de «incrementabilidad» constituye un verdadero cambio de paradigma en la manera de proyectar viviendas para los sectores más pobres. La idea central de Aravena es definir la vivienda (también la social) como una inversión —tal vez la más importante de la vida— y no como un gasto social. Postula que esto es posible solo si el diseño contempla desde un principio la posibilidad cierta de incrementar su valor con los años (por eso su concepto pone también especial cuidado en la ubicación central del terreno). Las viviendas sociales se suelen construir con materiales baratos, de baja calidad y durabilidad y en la periferia lejana de los centros urbanos, lo que hace que su depreciación sea muy acelerada, asemejándose más a la compra de un bien de consumo (como un automóvil, por ejemplo) que a una inversión en un bien inmueble. Lo verdaderamente novedoso de la propuesta de Aravena es que revierte esta situación.
Entre los proyectos más relevantes de Aravena en 2016, cabe mencionar la nueva sede de la farmacéutica Novartis en Shanghái.
En 2019 el periódico británico Financial Times destacó la casa diseñada por Aravena en Ocho Quebradas (un condominio cercano a Los Vilos) como una de las cuatro mejores casas de Sudamérica. Las otras tres son The Grid House y Quinta da Baroneza, en Sao Paulo, la casa denominada «Patagonia», en Bariloche. La propiedad de 250 metros cuadrados es una vivienda para vacaciones, construida con tres grandes bloques de hormigón que se sostienen mutuamente, tiene una  distribución muy bien lograda y ventanales que permiten una vista panorámica al mar. Está tasada en 752 millones de pesos chilenos (1,1 millones de dólares). 

### Publicaciones
Además de varios artículos en revistas especializadas, Aravena es autor de los libros:
- Aravena, Alejandro (1999). Los hechos de la arquitectura con Fernando Pérez Oyarzún y José Quintanilla. ARQ.
- — (2002). El Lugar de la Arquitectura. ARQ.
- — (2003). Material de Arquitectura. ARQ.

Entre las publicaciones sobre su obra se cuentan la monografía Alejandro Aravena, progettare e costruire publicada por Electa; la cuarta edición de Historia Critica de la Arquitectura Moderna de Kenneth Frampton; 60 Innovators Shaping Our Creative Future de Thames & Hudson; así como libros de Phaidon y Taschen. También hay publicaciones en revistas sobre arquitectura de más de treinta países. Se han presentado exhibiciones sobre su obra en Harvard GSD (2004), la Bienal de San Pablo (2007), la Bienal de Arquitectura de Venecia y la Trienal de Milán (2008), entre otras.

## Premios y reconocimientos
El Colegio de Arquitectos de Chile lo eligió en 2000 como mejor arquitecto joven del país. Internacionalmente, la Fundación Rolex de Suiza lo nominó entre los 25 arquitectos más promisorios del mundo. También los estudiantes de Arquitectura lo eligieron como el«mejor arquitecto menor de 45 años»
Entre los premios que ha recibido cabe destacar, entre otros:
- Medalla de Arquitectura Erich Schelling 2006 (Alemania)
- Premio global de arquitectura sustentable 2008[20]
- León de Plata 2008 en la Venice Architecture Biennale
- Premio Avonni a la Innovación 2009
- Premio de Diseño Curry Stone 2010
- Premio Marcus de Arquitectura.
- Título de Doctor Honoris Causa de la Universidad Nacional de La Plata.
- Premio Charles Jencks 2018, otorgado por la Royal Institute of British Architect (RIBA).

Mención aparte merece el Premio Pritzker, que obtuvo en 2016 convirtiéndose en el primer chileno que obtiene esta distinción y en el cuarto latinoamericano, después del mexicano Luis Barragán y los arquitectos brasileños Oscar Niemeyer y Paulo Mendes da Rocha. Tom Pritzker, el director ejecutivo y presidente de la Fundación Hyatt que patrocina el premio dijo que la arquitectura de Aravena «da oportunidades económicas a los menos privilegiados, mitiga los efectos de los desastres naturales, reduce el consumo de energía y brinda un espacio público acogedor», calificó a Aravena como «Innovador e inspirador» señalando que «muestra cómo la arquitectura de óptima calidad puede mejorar la vida de las personas».
De los edificios públicos diseñados por Aravena, el jurado destacó especialmente las cinco obras realizadas para la Universidad Católica, su alma mater, entre ellas, las sedes de las facultades de Matemáticas y de Medicina, como asimismo el Centro de Innovación Anacleto Angelini (un espacio de la Universidad de carácter multidisciplinario que articula la interacción entre universidad, empresa y sector público).

## Recepción y crítica

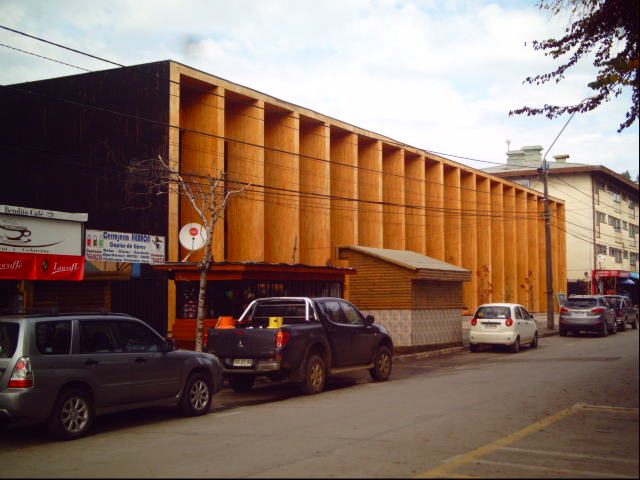
Casa de la Cultura, en Constitución.

Tras haber sido galardonado con el premio Pritzker, se ha comentado críticamente que él mismo formó parte del jurado hasta el año 2015, que entre los arquitectos premiados, con sus 48 años es el segundo más joven (después de Ryue Nishizawa) y que se trata además de la primera vez que se entrega el Pritzker a un director en ejercicio de la Bienal de Arquitectura. Todo lo anterior indicaría que su obra tiene un interés principalmente actual. De los trabajos que Aravena ha realizado con la oficina de Arquitectura Elemental, solo unos pocos tendrían una calidad «tal vez buena, pero en ningún caso excelente». Aravena habría sido premiado no por la calidad de su obra construida, sino por su estilo especial de ejercer la arquitectura, que lo ha convertido en un símbolo del compromiso con la arquitectura social. Esta decisión de premiar a Aravena constituiría un verdadero cambio de paradigma en los criterios del Pritzker: Desde la idea de premiar la obra de toda una vida de un arquitecto (que lo ha hecho hasta aquí un premio comparable al Nobel) a premiar la relevancia actual de las propuestas arquitectónicas un profesional promisorio.
Sin embargo, el valor que el jurado del Pritzker deba asignarle a la función social de la arquitectura es sin duda controvertido. La prensa generalista internacional ha tendido a celebrar el alejamiento de los criterios del premio desde aquel concepto estrecho y muy clásico sobre lo que cabe clasificar dentro de la «arquitectura como arte», para acercarse a un concepto más amplio, que pueda valorar una «arquitectura activista», capaz de reconocer a un pionero de la «arquitectura participativa y colaborativa» como Aravena y de premiar la orientación hacia las propuestas para solucionar los problemas sociales reales de las grandes metrópolis latinoamericanas.

## Denuncia de Aravena sobre la intervención del crimen organizado en la reconstrucción tras megaincendio
En una entrevista concedida el 29 de julio de 2025 al medio de circulación nacional Tele13 Radio, Aravena afirmó que debido a la lentitud  e ineficencia del Estado, el crimen organizado habría llegado con mayor rapidez a las poblaciones siniestradas en febrero de 2024 en el megaincendio de Viña del Mar. Los narcotraficantes habrían apoyado rápidamente con dinero a las víctimas y con ayuda directa para la reconstrucción, ganando, a cambio, control sobre los territorios. Las organizaciones de danmificados y las autoridades regionales rechazaron la denuncia del profesional, exigiendo que respaldara sus afirmaciones. La Fiscalía de Valparaíso abrió una investigación para dilucidar las circunstancias denunciadas. La denuncia del profesional motivó también declaraciones de parlamentarios de diversas corrientes políticas. Aravena, que participó en el diseño de viviendas sociales para la recosntrucción afirmó que «Nosotros teníamos los diseños de vivienda listos la primera semana de marzo y luego había que maniobrar o navegar entre marzo y fin de año en el sistema público. Mientras tanto, veíamos, al otro lado de la quebrada, que de autos se bajaba gente con sobres financiando la reconstrucción» y que en algunos sectores la situación que se observa «es como si nunca hubiera pasado el incendio, eso estuvo enteramente reconstruido por el mundo narco, y claro, a un costo, ahí efectivamente el Estado de Derecho dejó de existir».